# Giengen an der Brenz
Den tidligere frie rigsstad Giengen eller Giengen an der Brenz er en by i den østlige del af den tyske delstat Baden-Württemberg i det sydlige Tyskland tæt ved grænsen til Bayern.

## Geografi
Giengen ligger i Landkreis Heidenheim, nordøst for Ulm, ved den sydlige ende af Schwäbische Alb. Den er den femtestørste by i Region Ostwürttemberg.
Floden Brenz der kommer fra Herbrechtingen i nordvest, løber gennem byen, syd om den gamle bydel, og løber videre mod sydøst mod Hermaringen. Byen ligger i en højde mellem 449 moh. ved vandværket Burgberg til 595 moh. ved Gewann Dornhäule ved kommunegrænsen til Heidenheim.
Den historiske pilgrimsrute, Jakobsvejen, til Santiago de Compostela i Spanien fører gennem Giengen. Giengen ligger ved den sydtyske delstrækning Nürnberg–Ulm–Konstanz, så byen blever besøgt af mange vandrende.

## Historie
Giengen er kendt tilbage til 1078, og den fik stadsret i det 13. århundrede. I det 16. århundrede blev Giengen protestantisk og blev næsten helt nedbrændt i 1634 under Trediveårskrigen. I 1803 mistede Giengen under mediatiseringen sin selvstændighed til Kongeriget Württemberg.